# Fernando Preciado
Fernando Preciado fou un pianista i compositor espanyol del segle xix, mort a Hellín als trenta nou anys.
Gaudí de reputació adquirida en molts notables concerts i va compondre un bon nombre d'obres per a piano. Casà amb la notable pianista, la qual havia estat alumna seva, Crisitna Rodriguez Falcón (1834-1859).